# La Rinconada (Peru)
La Rinconada ist eine Siedlung in der Region Puno in den Anden von Peru. Sie ist die höchstgelegene Stadt der Welt. In der Nähe befindet sich eine Goldmine.

## Geographie
Die Stadt befindet sich im Distrikt Ananea der Provinz San Antonio de Putina auf einer Höhe von bis zu 5100 m an der Südflanke der Cordillera Apolobamba, eines Gebirgszuges der peruanischen Ostkordillere. Etwa 2,5 km weiter westlich liegt der See Laguna Rinconada.

## Bevölkerung
Angetrieben durch den stark angestiegenen Goldpreis, der sich zwischen 2001 und 2008 mehr als verdreifacht hatte, strömten etwa 30.000 zusätzliche Bewohner in die Stadt. Bei der Volkszählung im Jahr 2007 wurden 12.183, jedoch 10 Jahre später nur noch 7.077 Einwohner gezählt.

## Wirtschaft und Infrastruktur
Die Stadt ist durch die nahegelegene Goldmine entstanden, die der Wirtschaftsmotor ist. Es herrschen jedoch ärmliche Verhältnisse. So gibt es weder fließendes Wasser noch eine Kanalisation.
Viele Bergarbeiter arbeiten in der Goldmine unter dem System des so genannten cachorreo. Dabei arbeiten sie 30 Tage lang ohne Entgelt für die Bergbaugesellschaft, die Corporación Ananea. Am 31. Tag dürfen sie dafür so viel Gestein aus der Mine mitnehmen, wie sie auf den Schultern tragen können. Wie viel Gold sich im Gestein befindet, ist Glückssache.
Da die Stollen häufig nicht fachgerecht vorangetrieben werden, kommt es immer wieder zu Unfällen mit Todesfolge. Wegen des Vorgehens der peruanischen Regierung gegen den informellen Bergbau kam es 2012 immer wieder zu Streiks und Protesten.

## Umweltprobleme
Aufgrund mangelnder Kanalisation sind die hygienischen Verhältnisse verheerend. Hinzu kommt eine starke Belastung durch die Aufarbeitung von Golderz, insbesondere durch Quecksilber.